# 刘虎山
刘虎山（1967年7月—），湖南湘潭人，中华人民共和国政治人物。

## 生平
1967年7月，刘虎山出生在湖南省湘潭市。
1987年7月加入中国共产党，同时期他在在西藏自治区电力厅平措电厂工作。1992年2月，刘虎山调入西藏自治区拉萨电业局工作，1994年1月出任局长助理。1995年4月，刘虎山转任中国共产主义青年团西藏自治区委员会发展部主任科员。1998年8月，刘虎山转任西藏自治区巴松措青少年活动营地主任。2001年11月，刘虎山出任中国青年旅行社西藏分社总经理。2003年10月，刘虎山调入西藏自治区高级人民法院，2009年1月升任副院长。2012年4月，刘虎山出任西藏自治区党委副秘书长、区政府驻成都办事处党委委员、副主任。2014年2月，刘虎山调任西藏自治区日喀则地委常务副书记。同年12月出任西藏自治区日喀则市委副书记、人大常委会主任。翌年9月出任西藏自治区日喀则市委副书记、市长。2021年5月，刘虎山出任西藏自治区政协党组成员、机关党组书记、政协第十一届西藏自治区委员会秘书长候选人。2022年4月免职。
2022年4月17日，刘虎山因涉嫌严重违纪违法，主动投案，接受西藏自治区纪委监委纪律审查和监察调查。